# کرونو تریگر
کرونو تریگر (به انگلیسی: Chrono Trigger) یک بازی ویدئویی در سبک نقش‌آفرینی است که توسط شرکت اسکوئر (اسکوئر انیکس کنونی) در سال ۱۹۹۵ برای دستگاه سوپر نینتندو ساخته و منتشر شده‌بود.